# Giro di Puglia 1989
Il Giro di Puglia 1989, diciottesima edizione della corsa, si svolse dal 18 al 22 aprile 1989 su un percorso totale di 954 km, ripartiti su 5 tappe. La vittoria fu appannaggio dell'italiano Angelo Lecchi, precedendo i connazionali Emanuele Bombini e Fabrizio Convalle.

## Tappe
| Tappa  | Data      | Percorso                   | km  | Vincitore di tappa | Leader cl. generale |
| ------ | --------- | -------------------------- | --- | ------------------ | ------------------- |
| 1ª     | 18 aprile | Foggia > Foggia            | 183 | Angelo Lecchi      | Angelo Lecchi       |
| 2ª     | 19 aprile | Cagnano > Rodi Garganico   | 173 | Stefano Colagè     | ?                   |
| 3ª     | 20 aprile | Apricena > Rutigliano      | 213 | Mario Cipollini    | ?                   |
| 4ª     | 21 aprile | Martina Franca > Taranto   | 182 | Mario Cipollini    | ?                   |
| 5ª     | 22 aprile | Crispiano > Martina Franca | 203 | Mario Cipollini    | Angelo Lecchi       |
| Totale | Totale    | Totale                     | 954 |                    |                     |

## Dettagli delle tappe

### 1ª tappa
- 18 aprile: Foggia > Foggia – 183 km

Risultati
| Pos. | Corridore         | Squadra   | Tempo    |
| ---- | ----------------- | --------- | -------- |
| 1    | Angelo Lecchi     | Del Tongo | 4h40'36" |
| 2    | Fabrizio Convalle | Polli     | s.t.     |
| 3    | Emanuele Bombini  | Gewiss    | s.t.     |

| Pos. | Corridore     | Squadra   | Tempo |
| ---- | ------------- | --------- | ----- |
| 1    | Angelo Lecchi | Del Tongo | ?     |

### 2ª tappa
- 19 aprile: Cagnano > Rodi Garganico – 173 km

Risultati
| Pos. | Corridore        | Squadra       | Tempo    |
| ---- | ---------------- | ------------- | -------- |
| 1    | Stefano Colagè   | Titanbonifica | 4h20'02" |
| 2    | Emanuele Bombini | Gewiss        | a 2"     |
| 3    | Pierino Gavazzi  | Polli         | s.t.     |

### 3ª tappa
- 20 aprile: Apricena > Rutigliano – 213 km

Risultati
| Pos. | Corridore         | Squadra   | Tempo    |
| ---- | ----------------- | --------- | -------- |
| 1    | Mario Cipollini   | Del Tongo | 5h11'26" |
| 2    | Adriano Baffi     | Ariostea  | s.t.     |
| 3    | Claudio Golinelli | Polli     | s.t.     |

### 4ª tappa
- 21 aprile: Martina Franca > Taranto – 182 km

Risultati
| Pos. | Corridore       | Squadra   | Tempo    |
| ---- | --------------- | --------- | -------- |
| 1    | Mario Cipollini | Del Tongo | 4h36'10" |
| 2    | Adriano Baffi   | Ariostea  | s.t.     |
| 3    | Paolo Rosola    | Gewiss    | s.t.     |

### 5ª tappa
- 22 aprile: Crispiano > Martina Franca – 203 km

Risultati
| Pos. | Corridore       | Squadra       | Tempo    |
| ---- | --------------- | ------------- | -------- |
| 1    | Mario Cipollini | Del Tongo     | 5h41'07" |
| 2    | Flavio Chesini  | Titanbonifica | s.t.     |
| 3    | Paolo Rosola    | Gewiss        | s.t.     |

## Classifiche finali

### Classifica generale
| Pos. | Corridore         | Squadra                   | Tempo |
| ---- | ----------------- | ------------------------- | ----- |
| 1    | Angelo Lecchi     | Del Tongo-Mele Val di Non | ?     |
| 2    | Emanuele Bombini  | Gewiss-Bianchi            | a 6"  |
| 3    | Fabrizio Convalle | Polli-Mobiexpert          | a 7"  |
| 4    | Stefano Zanatta   | Château d'Ax Salotti      | a 8"  |
| 5    | Jürg Bruggmann    | Frank-Toyo                | s.t.  |